# Human: Fall Flat
Human: Fall Flat est un jeu de puzzle-plateforme développé par Tomas Sakalauskas et édité par Curve Digital. Il est initialement publié pour Microsoft Windows, Linux et MacOS en juillet 2016, et reçoit des portages vers PlayStation 4, PlayStation 5, Xbox One, Xbox Series X/S, Nintendo Switch, Google Stadia, iOS et Android au cours des années suivantes.
Le jeu reçoit des critiques mitigées, mais sont notamment louées la rejouabilité des puzzles et les animations comiques. Début 2025, le jeu s'est vendu à plus de 55 millions d'exemplaires, ce qui en fait l'un des jeux vidéo les plus vendus de tous les temps.

## Système de jeu
Human: Fall Flat est un jeu de puzzle physique où les joueurs incarnent un humain personnalisable, appelé Bob en jeu, qui n'a aucune capacité particulière. Les joueurs peuvent lui faire saisir des objets et grimper sur des rebords en utilisant ses deux bras et en regardant avec sa tête.  
Bien que l'apparence standard de Bob soit celle d'un humain minimaliste intégralement blanc minimaliste avec une casquette de baseball, les joueurs peuvent le personnaliser à leur guise en peignant son corps dans une gamme de couleurs différentes ou encore l'habiller dans une variété de costumes.
Le jeu est ouvert. Chaque niveau est thématique différemment, chacun contenant plusieurs solutions à leurs énigmes uniques. Divers indices cachés dans le monde donnent aux joueurs des éléments pour apprendre le gameplay et finalement résoudre les énigmes.

## Développement
Human: Fall Flat est développé par Tomas Sakalauskas. En 2012, Sakalauskas quitte son travail en informatique pour s'essayer au développement de jeux vidéo.  Au départ, Sakalauskas se concentre sur la création de jeux mobiles, bien qu'il commence à manquer d'argent en cours de route. Cela, combiné à sa remise en question de l'éthique du modèle freemium de la plupart des jeux mobiles, le conduit à plutôt s'orienter dans le développement d'un jeu PC. Sakalauskas déclare que Human: Fall Flat était sa "dernière chance au développement d'un jeu vidéo".
Le jeu commence sa vie en tant que prototype de la caméra de détection de mouvement RealSense d'Intel, mais Sakalauskas réalise finalement que le jeu fonctionnerait mieux avec un contrôle traditionnel et décide donc de s'éloigner de l'appareil. Le développeur cite comme inspiration les jeux de puzzle Limbo ou Portal, cependant, lors du test du jeu avec son fils, il note qu'il est en pratique aussi possible de s'amuser uniquement avec le moteur physique sans volonté de résoudre les énigmes. Cela l'amène Sakalauskas à changer son approche et à rendre les énigmes moins "étanches", impliquant que des abus du moteur permettent parfois de les contourner. 
Au départ, le jeu est destiné à un joueur unique. Bien qu'il ait reçu plusieurs demandes pour un mode multijoueur, il estime d'abord que la physique impliquée rendrait le jeu en ligne impossible. Toutefois, il trouve finalement forme une solution utilisant la technologie de Nvidia et, en octobre 2017, une fonctionnalité multijoueur en ligne est ajoutée, permettant jusqu'à huit personnes de jouer en ligne ou par LAN,.
Le jeu sort en tant que prototype sur Itch.io, après quoi de nombreux streamers de premier plan commencent à en faire la promotion, incitant Sakalauskas à publier une version Steam neuf mois plus tard. Les versions PlayStation 4 et Xbox One suivent en mai 2017 et la version Nintendo Switch en décembre. Un port vers les plates-formes mobiles est réalisé par Codeglue et 505 Games, prenant en charge iOS et Android t publié le 26 juin 2019,. Un port Stadia de Lab42 sort le 1er octobre 2020,, suivi des versions Xbox Series X/S et PlayStation 5 l'année suivante.

## Accueil
Human: Fall Flat reçoit des critiques « mitigées ou moyennes », selon l'agrégateur de critiques Metacritic (notes allant de 65/100 sur Switch à 73/100 sur Xbox One).  
Dan Stapleton d'IGN recommande le jeu à regarder plutôt qu'à y jouer, louant les commandes burlesques, les animations humoristiques et la personnalisation des personnages. Zack Furniss de Destructoid évoque apprécier la rejouabilité des puzzles et loue les multiples solutions disponibles pour chaque puzzle. 
En février 2018, plus de 2 millions d'exemplaires du jeu sont vendus sur toutes les plateformes. Selon Curve, les ventes du jeu ont été stimulées avec l'ajout du multijoueur en ligne fin 2017,,.
Human: Fall Flat est le premier jeu vidéo publié par Super Rare Games, une société produisant des tirages limité physiques de jeux Nintendo Switch. 5000 exemplaires sont mis à disposition à la commande en mars 2018. Au Japon, la version Nintendo Switch de Human Fall Flat est publiée par Teyon Japan, une filiale de Teyon, et est le quatorzième jeu le plus vendu lors de sa première semaine de sortie, avec 5 241 exemplaires écoulés.
En février 2021, le jeu passe la barre des 25 millions d'exemplaires vendus. Une partie de ces ventes inclut la popularité du jeu en Chine en 2020 après sa sortie via XD Inc et 505 Games, en partie en raison de la popularité du jeu pendant la pandémie de COVID-19.
En juillet 2021, Human: Fall Flat passe les 30 millions d'exemplaires vendus. Fin 2023, il dépasse la barre symbolique des 50 millions d'exemplaires vendus, puis début 2025, des 55 millions d'exemplaires, ce qui le place parmi les jeux plus vendus toute plate-forme confondue à cette date.

### Distinctions
| Année | Récompenses                                         | Catégorie          | Résultat   | Références |
| ----- | --------------------------------------------------- | ------------------ | ---------- | ---------- |
| 2017  | Develop Awards                                      | New Games IP       | Nomination | ,          |
| 2017  | The Independent Game Developers' Association Awards | Casual/Social Game | Nomination | [ 32 ]     |
| 2018  | The Independent Game Developers' Association Awards | Best Audio Design  | Nomination | ,          |
| 2018  | The Independent Game Developers' Association Awards | Best Casual Game   | Lauréat    | ,          |